# Zegartowice (Papowo Biskupie)
Zegartowice (deutsch bis 1945 Segartowitz) ist eines von 14 Dörfern der Landgemeinde Papowo Biskupie im Powiat Chełmiński in der Woiwodschaft Kujawien-Pommern, Polen. Es liegt an der Droga krajowa 91.
1389 wurde der Ort als Segehardisdorff erwähnt, später um 1400 tauchte der Name Zegertsdorf auf. Der deutsche Name wurde 1572 als Zygartowicz polonisiert (mit dem westslawischen Suffix -(ow)ice), danach etablierte sich der Ortsname Zegartowice.